# Bestigningen av berget Karmel
Bestigningen av berget Karmel är en 1500-talsskrift av den spanske mystikern Johannes av Korset. Boken är en systematisk beskrivning av själens väg till förening med Gud genom askes och kontemplation. Tillsammans med Själens dunkla natt utgör den ett samlat verk om kristen mystik.